# Rabdophaga dubiosa
Rabdophaga dubiosa är en tvåvingeart som först beskrevs av Jean-Jacques Kieffer 1913.  Rabdophaga dubiosa ingår i släktet Rabdophaga och familjen gallmyggor. Inga underarter finns listade i Catalogue of Life.